# Within the Serpent's Grasp (Zvezdna vrata SG-1)
Within the Serpent's Grasp je naslov epizode znanstveno-fantastične serije Zvezdna vrata, v kateri ameriška vlada kljub Danielovim opozorilom, da Zemlji grozi napad Goa'uldov, prepove delovanje zvezdnih vrat. Ekipa SG-1 se upre ukazom in se do zob oborožena odpravi na nezakonit polet skozi zvezdna vrata proti izvoru napada. Znajdejo se na ladji Goa'uldov, ki s svetlobno hitrostjo potuje skozi vesolje. Grozi jim velika nevarnost, saj je povezava zvezdnih vrat z Zemljo prekinjena.